# Trần Đề (huyện)
Trần Đề là một huyện cũ thuộc tỉnh Sóc Trăng cũ, Việt Nam.

## Địa lý
Huyện Trần Đề nằm ở phía đông tỉnh Sóc Trăng, có vị trí địa lý:
- Phía đông giáp huyện Cù Lao Dung và Biển Đông
- Phía tây giáp huyện Mỹ Xuyên
- Phía nam giáp thị xã Vĩnh Châu
- Phía bắc giáp thành phố Sóc Trăng và huyện Long Phú.

Huyện nằm ở cuối dòng sông Hậu của miền Nam Việt Nam, nằm trên trục giao thông Quốc lộ Nam sông Hậu mới mở nối liền thành phố Cần Thơ, tỉnh Hậu Giang với tỉnh Bạc Liêu, cách Thành phố Hồ Chí Minh 260 km.

### Địa hình
Địa hình huyện Trần Đề bằng phẳng, cao độ trung bình 0,5 – 1,2m so với mặt nước biển. Một số cồn giồng cát phân bố ở các xã Trung Bình, Đại Ân 2, Lịch Hội Thượng, thị trấn Trần Đề có địa hình cao hơn 1,2 – 1,5m. Địa mạo lượn sóng, cao ở các giồng cát, thấp ở các gian cồn. Dáng địa hình cao ở ven sông, thấp vào nội đồng.
Địa hình của huyện thuận lợi cho sản xuất nông nghiệp, nuôi trồng thủy sản. Tuy nhiên hạn chế chủ yếu là đất đai phần lớn bị nhiễm mặn trong mùa khô. Để đáp ứng yêu cầu sản xuất, huyện cần được đầu tư nhiều cho xây dựng cơ sở hạ tầng, nâng cấp các công trình thủy lợi.

### Khí hậu
Trần Đề có chế độ khí hậu nhiệt đới gió mùa cận xích đạo. Nền nhiệt độ cao đều trong năm, điều kiện bức xạ dồi dào, nhiều nắng và gió; khí hậu có hai mùa rõ rệt: mùa mưa bắt đầu từ giữa tháng 5 đến cuối tháng 10 và mùa khô bắt đầu từ tháng 11 đến cuối tháng 4 năm sau. Theo chuỗi số liệu quan trắc của Trung tâm khí tượng thủy văn Sóc Trăng, các chỉ tiêu khí hậu trên địa bàn tại trạm Mỹ Thanh như sau:
- Nhiệt độ không khí: Nhiệt độ không khí trung bình tại Huyện khá cao khoảng 26 °C – 27 °C. Nhiệt độ cao vào các tháng mùa khô, trung bình từ 27 °C – 28 °C, cao nhất là 28,5 °C vào các tháng 4 và 5. Nhiệt độ cao tuyệt đối là 37,8 °C và nhiệt độ thấp tuyệt đối 16,2 °C. Vào mùa khô, dao động nhiệt độ trong ngày khoảng 15 °C; vào các tháng mùa mưa nhiệt độ không khí thấp hơn, nhiệt độ dao động trong ngày từ 8 °C – 10 °C. Biên độ nhiệt dao động giữa các tháng khoảng 2 °C – 3 °C.
- Độ ẩm không khí: Độ ẩm trung bình năm tại huyện Trần Đề khoảng 84% – 85%. Độ ẩm thay đổi phụ thuộc theo mùa. Vào mùa mưa độ ẩm không khí tương đối cao, trung bình khoảng 88% – 89%. Về mùa khô, độ ẩm giảm xuống trung bình khoảng 79%. Độ ẩm cao nhất khoảng 92%, độ ẩm thấp nhất khoảng 62%.
- Nắng và bức xạ mặt trời: Cũng như nhiều khu vực khác trong vùng Đồng bằng sông Cửu Long, huyện Trần Đề có lượng bức xạ mặt trời khá cao và tương đối ổn định. Tổng giờ nắng trong năm đạt khoảng 2.400 – 2.500 giờ. Trong các tháng mùa khô, tổng giờ nắng trung bình/tháng khá cao, vào tháng 3 tổng số giờ nắng đạt gần 300 giờ. Trong khi đó các tháng mùa mưa có số giờ nắng ít hơn (tháng 8 chỉ đạt khoảng 150 giờ). Tổng lượng bức xạ trung bình trong năm đạt 140 – 150 Kcal/cm².
- Lượng mưa và lượng bốc hơi: 
  - Lượng mưa: Lượng mưa trung bình năm vào khoảng 2.100 – 2.200 mm (năm 2006 có lượng mưa tương đối thấp chỉ đạt 1.660 mm). Lượng mưa tập trung không đều trong các tháng mà phân bố thành 2 mùa đặc trưng: mùa mưa và mùa khô. Mùa mưa từ tháng 5 tới tháng 11 nhưng tập trung nhất là các tháng 8, 9, 10. Các tháng trong mùa mưa chiếm trên 90% lượng mưa cả năm. Các tháng mùa khô từ tháng 12 tới tháng 4 năm sau chỉ chiếm khoảng 10% tổng lượng mưa. Có những tháng hầu như không mưa (tháng 2 và 3).
  - Lượng bốc hơi tương đối cao, trung bình 25 mm/ngày. Vào các tháng mùa khô lượng bốc hơi lên tới 30 – 40 mm/ngày. Các tháng mùa mưa lượng bốc hơi thấp hơn khoảng 16 – 25 mm/ngày.
- Gió, bão: Do nằm ở vị trí cửa Trần Đề và biển Đông nên huyện bị chi phối nhiều bởi hệ thống gió mùa. Hệ thống gió thịnh hành theo hướng Tây Bắc - Đông Nam thổi vào các tháng 11 và tháng 12, hệ thống gió này tạo thời tiết không mưa, khô, nóng. Từ tháng 1 tới tháng 4 gió chuyển dần từ hướng Đông sang Đông Nam; từ tháng 5 đến tháng 9 gió chuyển dần theo hướng Đông Nam sang Tây Nam và Tây; sang tháng 10 gió thay đổi từ hướng Tây Nam đến Tây Bắc và hướng Đông. Tốc độ gió trung bình khoảng 3 – 6 m/s. Tuy nhiên nhiều cơn gió mạnh trong mưa có thể đạt tốc độ 25 – 35 m/s. Huyện Trần Đề ít chịu ảnh hưởng của gió bão. Gió trên cao của Trần Đề lớn thứ 2 trong toàn quốc, có tiềm năng về điện gió rất lớn cần nghiên cứu khai thác.

 Kết luận: Nhìn chung, điều kiện khí hậu không có những trở ngại cho phát triển nông nghiệp, công nghiệp, dịch vụ và du lịch,... Tuy nhiên do phân bố theo mùa đặc biệt là mùa khô kéo dài, lượng mưa ít, lượng bốc hơi cao gây nên tình trạng thiếu nước cho sinh hoạt và sản xuất, chính vì vậy cần có những điều chỉnh cơ cấu mùa vụ, quá trình sản xuất và sinh hoạt cho phù hợp.

### Tài nguyên
Diện tích Trần Đề rộng 378,7598 km². Tuy nhiên, đây là một huyện ven biển, phần lớn diện tích đất bị nhiễm mặn, với độ cao 1,0 – 1,2 m so với mặt nước biển, cao hơn trung bình của tỉnh Sóc Trăng. Có hệ thống rừng phòng hộ ven biển và một phần nhỏ đất giồng cát thích hợp với việc trồng màu. Huyện thường xuyên đối mặt với tình trạng khô hạn, thiếu nước ngọt vào mùa khô.

### Sông ngòi
Trên địa bàn huyện Trần Đề có hai sông lớn là sông Hậu và sông Mỹ Thanh, đổ ra biển qua cửa Trần Đề và Mỹ Thanh.

### Thủy văn
Chế độ thủy văn trong phạm vi của huyện cũng như trên phần lớn diện tích của tỉnh bị chi phối bởi thủy triều biển Đông, dạng bán nhật triều không đều, với đặc điểm chính: đỉnh triều cao, chân triều thấp, mực nước bình quân thiên về chân triều. Biên độ triều tại Đại Ngãi: tháng 10 là 1,89m, tháng 11 là 1,84m, tăng dần lên 1,98m vào tháng 1; 2,07m vào tháng 2; 2,18m vào tháng 3, chân triều thấp nhất vào tháng 6 (-1,03m).
Trên địa bàn huyện có nhiều tuyến sông, kênh rạch phân bố đồng đều, trong đó có 03 tuyến sông chính là sông Hậu (Trần Đề), sông Mỹ Thanh và sông Dù Tho. Các sông, kênh này chủ yếu là dùng cho việc tưới tiêu phục vụ sản xuất nông nghiệp và giao thông thủy, cấp thoát nước cho dân cư trên địa bàn,... Do ảnh hưởng của thủy triều khá mạnh, là những thuận lợi cho phát triển đa dạng cây trồng và tăng hệ số sử dụng đất trong sản xuất nông nghiệp. Do nằm sát biển, cặp hai sông lớn, mật độ sông rạch khá dày và đặc biệt là biên độ triều khá lớn lại ngày lên xuống 2 lần nên việc tưới tiêu cho đồng ruộng chủ yếu nhờ tự chảy (nếu có bơm cũng khá ít) thuận lợi cho sản xuất nông nghiệp.
Mặt khác, địa bàn bị ảnh hưởng bởi thủy triều lên xuống 2 lần/ngày và hầu hết là có dòng chảy 2 chiều trong năm nên nguồn nước trên sông đục và không ảnh hưởng bởi ngập lụt do mực nước thủy triều dao động ở mức trung bình từ 0,4 – 1,4m. Tuy nhiên do tiếp giáp với biển nên mùa khô nước mặn theo hệ thống sông, kênh rạch xâm nhập vào sâu trong địa bàn của Huyện gây khó khăn cho sản xuất nông nghiệp (ngành trồng trọt và chăn nuôi gia súc). Gió cộng với triều cường hoặc bão cần phải được lưu ý trong quy hoạch nhất là quy hoạch thủy lợi (bố trí quỹ đất hợp lý dành cho đê điều).

## Hành chính
Huyện Trần Đề có 11 đơn vị hành chính cấp xã trực thuộc, bao gồm 2 thị trấn: Trần Đề (huyện lỵ), Lịch Hội Thượng và 9 xã: Đại Ân 2, Lịch Hội Thượng, Liêu Tú, Tài Văn, Thạnh Thới An, Thạnh Thới Thuận, Trung Bình, Viên An, Viên Bình.
Bản đồ hành chính huyện Trần Đề, tỉnh Sóc Trăng

## Lịch sử